# 斯捷帕尼夫卡 (韋謝利諾韋區)
47°25′34″N 31°14′57″E / 47.42611°N 31.24917°E
斯捷帕尼夫卡（烏克蘭語：Степанівка），是烏克蘭南部的村莊，隸屬尼古拉耶夫州的沃茲涅先斯克區。該村始建於1927年，面積0.51平方公里，海拔高度74米，2001年人口103，人口密度每平方公里202.8人。